# Kopfgeldjäger
Kopfgeldjäger ist ein Beruf, bei dem gesuchte Personen ausfindig gemacht und gegen eine Belohnung, das „Kopfgeld“, der ausschreibenden Institution übergeben werden.
Eine Rolle spielt diese Tätigkeit heute vor allem in den USA, wo sie wegen des dortigen Kautionssystems eine wichtige Funktion im amerikanischen Rechtssystem einnimmt. Die genauen gesetzlichen Regelungen variieren von Bundesstaat zu Bundesstaat. Offizielle Bezeichnungen für Kopfgeldjäger lauten beispielsweise Bail Enforcement Agent oder Fugitive Recovery Agent. Umgangssprachlich werden sie auch bounty hunter genannt. In vier US-Bundesstaaten (Illinois, Kentucky, Oregon und Wisconsin) sind kommerzielle Kopfgeldjagden gänzlich untersagt.
Außer in den Vereinigten Staaten ist die Kopfgeldjagd auch auf den Philippinen legal.

## Geschichte
In der historischen Verwendung des Begriffs Kopfgeldjäger wird nicht nach legalem oder illegalem Handeln unterschieden. Mit ihm werden allgemein alle Personen bezeichnet, die gegen eine Belohnung für den Staat oder private Auftraggeber Gesuchte aufspüren und ausliefern oder einen Beweis für ihren Tod erbringen. In den USA wurden vor allem in weitläufigen Regionen wie dem „Wilden Westen“ von Polizeiorganen Kopfgelder ausgesetzt, wenn aufgrund der geografischen Verhältnisse eine effektive staatliche Verfolgung erschwert war. Auch private Wirtschaftsunternehmen wie Eisenbahngesellschaften oder Postkutschen-Unternehmen setzten Belohnungen für die Ergreifung von Tatverdächtigen aus.
Die Kopfgeldjagd zur Strafverfolgung kann auf historische Rechtsvorgänge wie der heilig-römischen Reichsacht verweisen. Ihr fehlen aber sämtliche Rechtselemente eines Feudalstaats; der Gesuchte wird nicht rechtlos gestellt und auch die Vollstreckung eines Gerichtsurteils, beispielsweise der Todesstrafe, ist bei der Kopfgeldjagd ausgeschlossen.

## Kopfgeldjäger heute

### Kautionssystem in den USA
Die Existenz von Kopfgeldjägern in den Vereinigten Staaten ist eng mit dem dortigen Kautionssystem verbunden. In den Vereinigten Staaten kann ein Angeklagter eine Kaution bezahlen, wenn er die Zeit bis zur Verhandlung nicht im Gefängnis verbringen möchte. Die Kaution kann er sich von einem privaten Kautionsbüro leihen, das hierfür eine Gebühr verlangt. Die Kaution ist durch den Kunden zumeist zusätzlich durch Vermögenswerte wie ein Grundstück oder ein Auto abzusichern.
Wenn der Angeklagte nicht zur Verhandlung erscheint und innerhalb eines bestimmten Zeitraums hiernach nicht ergriffen wird (in Kalifornien beträgt dieser Zeitraum beispielsweise 180 Tage bzw. sechs Monate), erhält das Kautionsbüro die vorgestreckte Kaution nicht zurück. Daher bemüht sich der Kautionsagent (Bail Bondsman), den Flüchtigen selbst oder durch einen Kopfgeldjäger zu ergreifen. Die Rechte der Kopfgeldjäger gehen hierbei auf ein Urteil des US Supreme Court (Taylor vs. Taintor) aus dem Jahre 1873 zurück. Weitere Rechtsgrundlage sind der zwischen dem Kautionsbüro und dem Flüchtigen geschlossene Vertrag.
Von staatlicher Seite wird der Flüchtige lediglich zur Fahndung ausgeschrieben, oft ohne dass unmittelbar weitere Maßnahmen eingeleitet werden. In den USA gibt es Schätzungen zufolge etwa 15.000 Kautionsbüros. Pro Jahr erscheinen etwa 31.500 Personen nicht zu Gerichtsterminen, nachdem sie gegen Kaution entlassen wurden. Von Kopfgeldjägern wird für sich beansprucht, rund 90 Prozent davon wieder den Behörden zu übergeben.
In den vier Bundesstaaten Illinois, Kentucky, Oregon und Wisconsin sind kommerzielle Kautionsbüros gar nicht vorgesehen.

### Rechte und Leistungen des Kopfgeldjägers
Abhängig von der Gesetzeslage des jeweiligen Bundesstaates verfügt ein Kopfgeldjäger in den USA gegenüber Privatpersonen über bestimmte Sonderrechte. Beispielsweise darf er einen Flüchtigen auch in andere Bundesstaaten verfolgen und von dort zurückbringen und kann dafür nicht wegen Entführung belangt werden. Einige Länder erkennen auch von Kopfgeldjägern vorgelegte Haftbefehle an und liefern Flüchtige an die Vereinigten Staaten aus.
Dem Kopfgeldjäger ist es per Gesetz erlaubt, sich als eine andere Person auszugeben, um durch Täuschung an Informationen über den Aufenthaltsort des Flüchtigen zu gelangen. Der Kopfgeldjäger darf in vielen Bundesstaaten auch ein Gebäude betreten und hierfür nötigenfalls Gewalt anwenden, um den Flüchtigen festzunehmen. Er muss sich hierbei jedoch sicher sein, dass sich der Gesuchte in dem Gebäude aufhält. Für etwaige Eigentumsschäden während der Festnahme haftet der Kopfgeldjäger persönlich.
Die Gesetze der verschiedenen US-Bundesstaaten unterscheiden sich erheblich hinsichtlich der Rechte und Pflichten eines Kopfgeldjägers. In einigen Bundesstaaten gibt es bis auf die Anforderungen des beauftragenden Kautionsagenten keinerlei Ausbildungs- oder Lizenzeinschränkungen, während etwa in Kalifornien mehrtägige staatliche und private Schulungen besucht werden müssen, um als Kopfgeldjäger arbeiten zu dürfen. In manchen Bundesstaaten muss sich der Kopfgeldjäger vor der Durchführung einer Festnahme gerichtlich registrieren lassen, um vor einer Anklage wegen Entführung geschützt zu sein. Auch gibt es Unterschiede bei der äußerlichen Kennzeichnung: Einige Bundesstaaten verlangen, dass Kopfgeldjäger Dienstmarken und Aufnäher tragen, die sie als solche ausweisen. Andere Bundesstaaten verbieten diese, um Verwechslungen mit Polizeibeamten zu vermeiden. Ob die Polizei vor einer geplanten Festnahme informiert werden muss bzw. ob die Kopfgeldjäger diese überhaupt selbst vornehmen dürfen, variiert ebenfalls regional. Manche Bundesstaaten schränken die Kopfgeldjagd erheblich ein oder verbieten sie ganz.
Der Kopfgeldjäger liefert den Flüchtigen an die Polizei aus, vorzugsweise an die zuständige Polizei des Gerichtsortes. Zu diesem Zweck haben viele Kautionsagenten und Kopfgeldjäger einen Haftbefehl bei sich, sodass ein Erscheinen bei der Polizei am Festnahmeort entfallen kann.
Der Kopfgeldjäger erhält für die Ergreifung normalerweise eine Vergütung von etwa 10 bis 15 Prozent der Kautionssumme. Dieser Betrag ist durch die vom Gesuchten an das Kautionsbüro gezahlte Provision für die Kaution gedeckt.

## Populärkultur
Kinofilme wie der Italo-Western Für ein paar Dollar mehr, Midnight Run – Fünf Tage bis Mitternacht, Domino oder Django Unchained griffen das Bild des Kopfgeldjägers auf. In der Science-Fiction sind Jango Fett und sein Sohn Boba Fett bekannte Kopfgeldjäger innerhalb des Star-Wars-Universums. In Fernsehserien wurde die Thematik beispielsweise durch Serien wie Ein Colt für alle Fälle, Renegade – Gnadenlose Jagd sowie die Reality-Dokumentation Dog – Der Kopfgeldjäger behandelt.
Die japanische Anime-Serie Cowboy Bebop handelt von den Abenteuern einer Gruppe von Kopfgeldjägern im Jahr 2071.